# Авл Вергіній Трікост Рутил
Авл Вергі́ній Тріко́ст Рути́л (лат. Aulus Verginius Tricostus Rutilus; ? — після 475 до н. е.) — політичний та військовий діяч часів ранньої Римської республіки, консул 476 року до н. е.

## Життєпис
Походив з патриціанського роду Вергініїв. Син Прокула Вергінія Трікоста Рутила, консула 486 року до н. е. Про молоді роки Авла Вергінія немає відомостей.
476 року до н. е. його було обрано консулом разом з Спурієм Сервілієм Пріском. Того часу тривала війна з містом-державою Вейї. Його колега потрапив у пастку поблизу пагорбу Янікул й лише своєчасна допомога з боку Авла Вергінія врятувала римську армію. У 475 році до н. е. під час слідства над Сервілієм виступив на користь останнього, чим врятував того від звинувачувального вироку. Про подальшу долю Авла Вергінія невідомо.